# Суздалєва Ніна Володимирівна
Ніна Володимирівна Суздалєва (рос. Суздалева Нина Владимировна; *14 вересня 1939, місто Гудермес Грозненської області — †5 травня 1988, Ленінград) — російська радянська художниця, живописиця, членкиня Ленінградської спілки художників.

## Біографія
Суздалєва Ніна Володимирівна народилася 14 вересня 1939 року в місті Гудермесі Грозненської області. Після смерті батька в 1946 році, сім'я переїхала в П'ятигорськ. Там в 1956 році Суздалєва закінчила середню школу та вступила в Ростовське художнє училище. Після закінчення училища в 1961 році переїхала в Ленінград та вступила на відділ живопису ЛІЖСА імені І. Є Рєпіна. В 1967 році закінчила інститут у класі монументального живопису А. Мильнікова з присвоєнням кваліфікації художника-живописця. Дипломна робота — фреска для будівлі державного заміського будинку на Кам'яному острові на тему «Весна»..
Після закінчення інституту в 1967–1969 роках навчалася в аспірантурі, одночасно працювала асистенткою кафедри живопису ЛІЖСА імені І. Є. Рєпіна, а з осені 1969 року викладала малюнок та акварель на архітектурному факультеті інституту. В 1970 році була прийнята в члени Ленінградської Спілки художників. З 1967 року брала участь у виставках, експонуючи свої роботи разом з витворами ведучих майстрів зображувального мистецтва Ленінграда. Писала портрети, жанрові картини, натюрморти, займалася стінописом, аквареллю.
Серед робіт створених Ніною Суздалєвою в станковому живописі, картини «Студентка» (1969), «Портрет дівчини» (1971), «Ткачиха фабрики ім. А. Желябова З. Галейко», «Ткачиха Л. Євстіфєєва» (обидві 1972), "В. Бердник, майстер фабрики «Робочий», «Натюрморт з репродукцією», «Квіти», «Ткачиха Є. Демидова» (всі 1973), «Сім'я» (1975), «Гілка квітучої вишні», «Натюрморт з лялькою» (обидві 1978), «Вістки з фронту» (1980) та інші.
Суздалєва Ніна Володимирівна померла 5 травня 1988 року в Ленінграді на сорок дев'ятому році життя. Її роботи зберігаються в музеях та приватних зібраннях в Росії та за кордоном.

## Виставки
- 1969 рік (Ленінград): Весенняя выставка произведений ленинградских художников.
- 1971 рік (Ленінград): Наш современник. Каталог выставки произведений ленинградских художников 1971 года.
- 1972 рік (Ленінград): Наш современник. Вторая выставка произведений ленинградских художников.
- 1973 рік (Ленінград): Наш современник. Третья выставка произведений ленинградских художников.
- 1973 рік (Ленінград): Натюрморт. Выставка произведений ленинградских художников.
- 1975 рік (Ленінград): Наш современник. Зональная выставка произведений ленинградских художников.
- 1978 рік (Ленінград): Осенняя выставка произведений ленинградских художников.
- 1980 рік (Ленінград): Зональная выставка произведений ленинградских художников.